# Sarcinodes luzonensis
Sarcinodes luzonensis är en fjärilsart som beskrevs av Alfred Ernest Wileman och South 1917. Sarcinodes luzonensis ingår i släktet Sarcinodes och familjen mätare. Inga underarter finns listade.